# East Grinstead
East Grinstead är en stad och civil parish i grevskapet West Sussex i sydöstra England. Staden ligger i distriktet Mid Sussex, cirka 43 kilometer söder om centrala London och cirka 35 kilometer norr om Brighton. Tätorten (built-up area) hade 26 372 invånare vid folkräkningen år 2021.
Saint Hill Manor, utanför East Grinstead var tidigare Scientologikyrkans internationella högkvarter och hem till L. Ron Hubbard. I staden finns även ett mormontempel och Jehovas vittnens Rikets sal, samt egendomar tillhörande Opus Dei och Rosenkreuzarna. Denna samling religiösa organisationer och ordenssällskap var föremål för en tv-dokumentär med titeln Why East Grinstead?.